# ジェフリー・ボイコット
サー・ジェフリー・ボイコット, OBE（英: Sir Geoffrey Boycott, OBE、1940年10月21日 - ）は、イングランド出身の元プロクリケット選手。元イングランド代表。ポジションはバッツマン。クリケットの長い歴史の中で有数の選手の一人。